# Liggende raket
Liggende raket (Sisymbrium supinum, synoniem: Erucastrum supinum) is een eenjarige plant uit de kruisbloemenfamilie (Brassicaceae). De soort komt van nature voor in Europa. De soort staat op de Nederlandse Rode lijst van planten als niet meer aanwezig in Nederland. Vroeger kwam de soort voor in het rivierengebied en is voor het laatst gevonden in 1940. Het aantal chromosomen is 2n = 14.
De plant wordt 15 - 50 cm hoog en heeft liggende, tot 20 cm lange stengels. De geurige, diep bochtig veerspletige tot veerdelige, kort gesteelde bladeren hebben een langwerpige, korte en stijf behaarde eindslip.
Liggende raket bloeit van juni tot in augustus met kort gesteelde, witte of geelwitte, 3 - 5 mm grote bloemen. De bloemen zitten 1 - 3 bij elkaar in de bladoksels met aan de voet een schutblad. De kelkbladen zijn 2 - 3 mm lang.
De behaarde vrucht is een 1 - 3 cm lange en 0,15 - 2 mm brede, iets gebogen hauw met eivormige, 1,2 x 0,75 mm grote zaden.

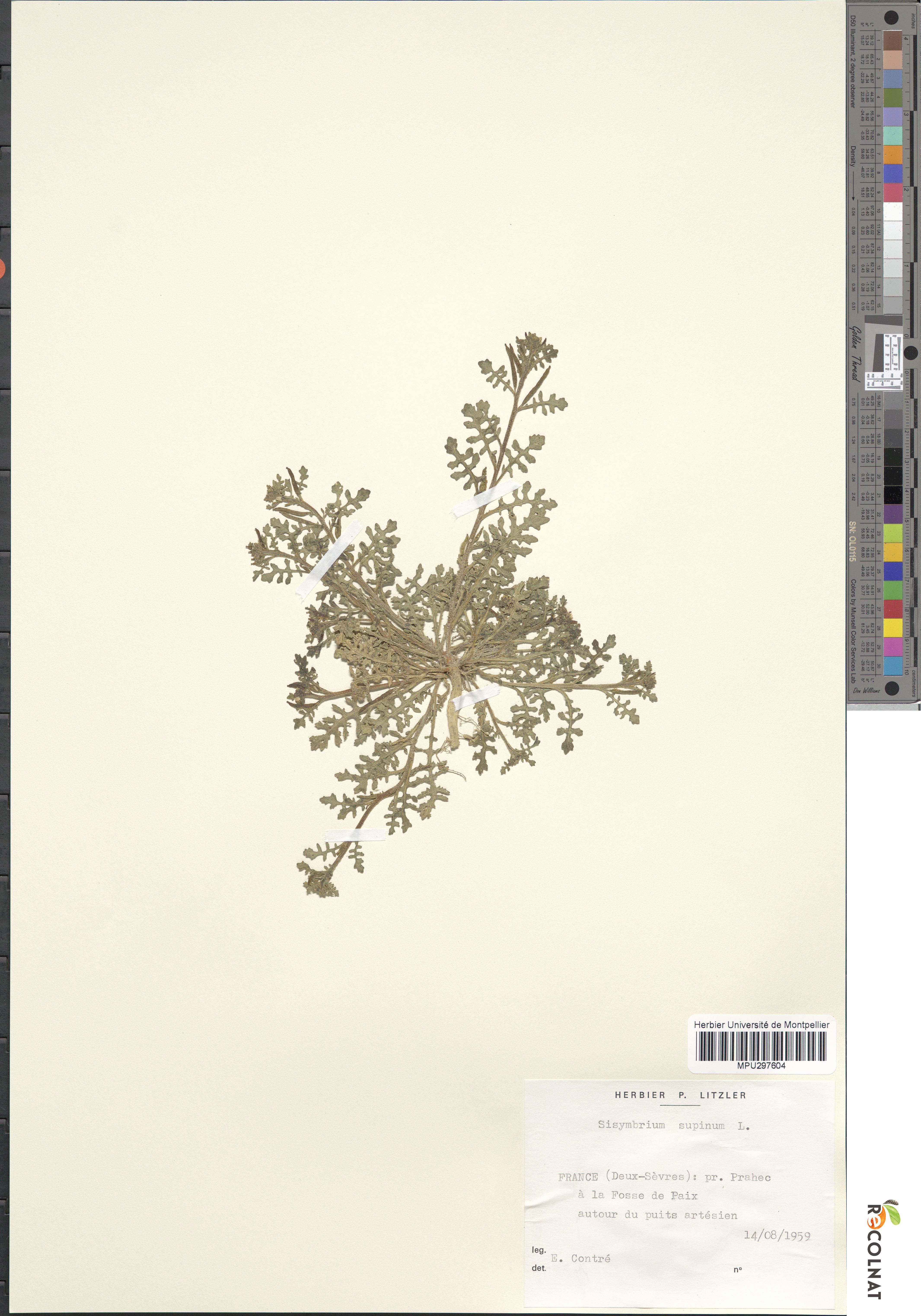
Plant
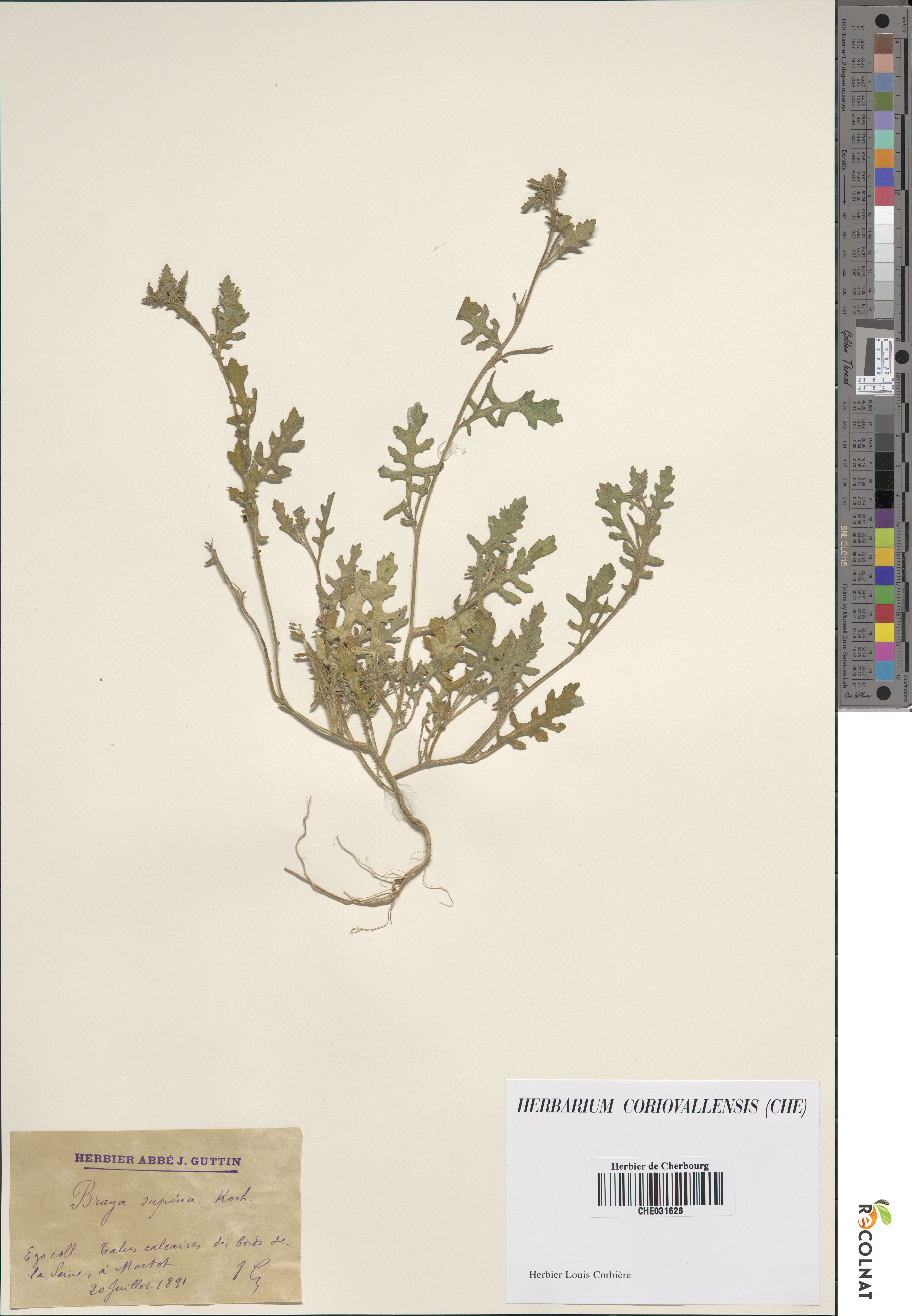
Plant
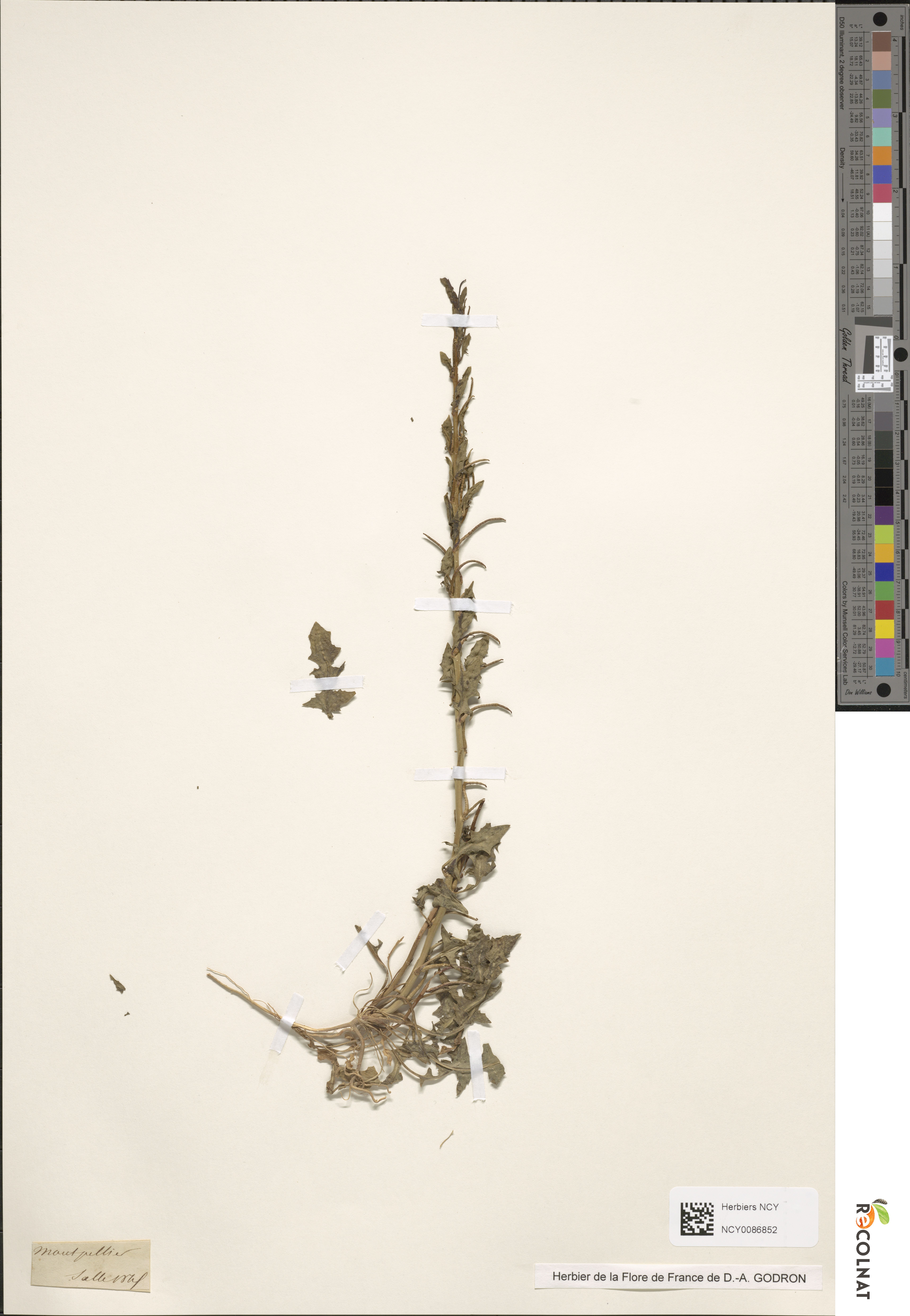
Hauwen
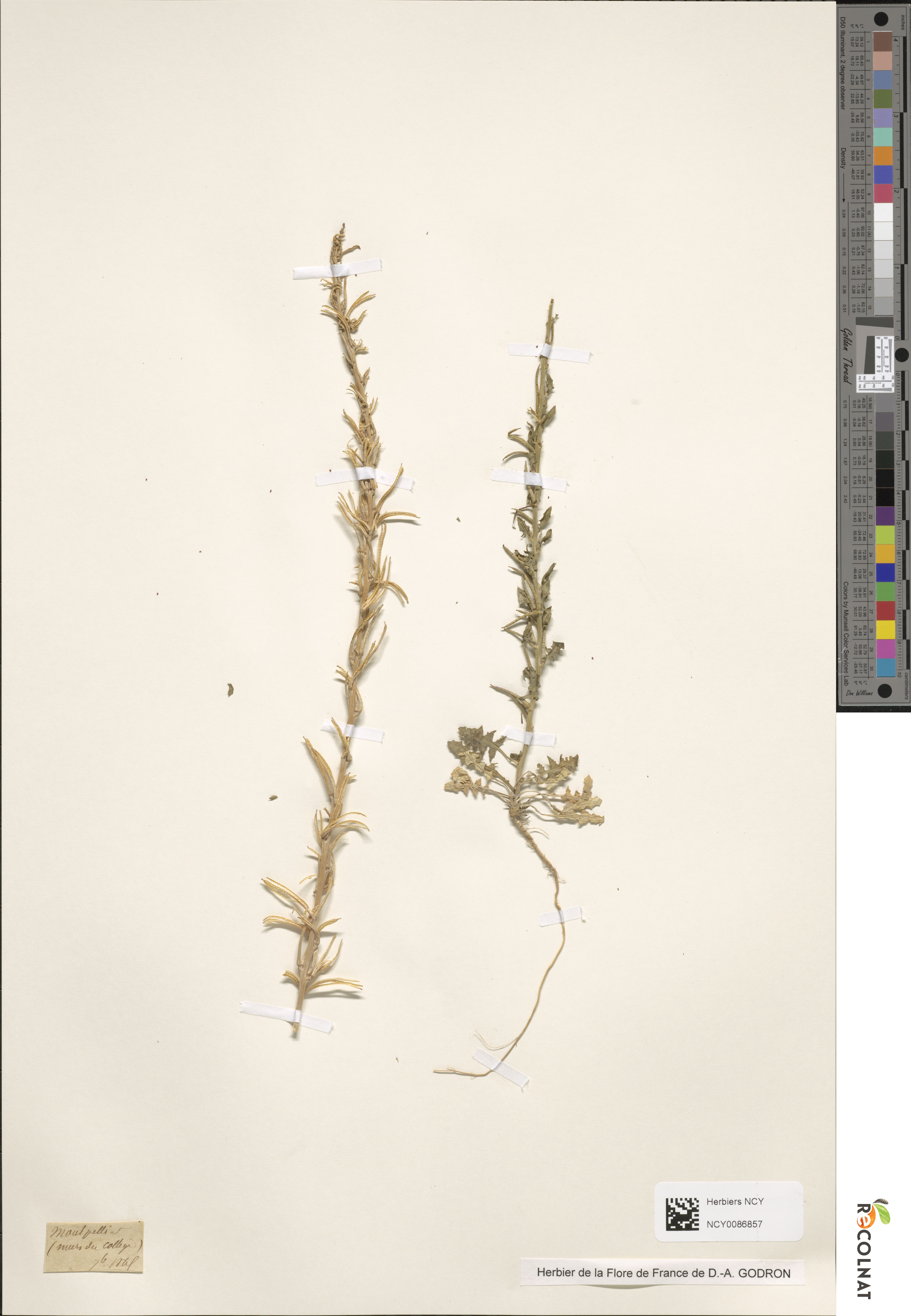
Hauwen

## Ecologie en verspreiding
Liggende raket staat op open, voedselrijke, vochtige tot natte, matig stikstofrijke, basenrijke, meestal kalkhoudende bodem. De warmteminnende pioniersoort groeit op periodiek overstroomde, zandige, kiezelrijke oevers langs meren en watergangen. Elders in Europa is ze een enkele keer buiten dat habitat gevonden. In Nederland is ze echter uitsluitend langs rivieroevers gevonden. Ze heeft een verbrokkeld areaal in Europa en het is onduidelijk waar de soort recent nog voorkomt, in ieder geval nog in Frankrijk, Zwitserland, de Baltische staten en de Zweedse eilanden Öland en Gotland (deze eilanden bezitten nog rijke bestanden). Droge zomers leiden tot een groter aantal exemplaren, terwijl natte zomers het aantal doen afnemen. Verspreiding van de zaden vindt plaats via wind, maar vooral via water en watervogels. De zeer sterke achteruitgang of zelfs de verdwijning in heel Europa is te wijten aan ontwatering, het rechttrekken van watergangen en het teruglopen van overwinteringsplaatsen voor watervogels. Dat de soort opnieuw kan opduiken in Nederland is altijd mogelijk.